# Tabanus inobservatus
Tabanus inobservatus är en tvåvingeart som beskrevs av Ricardo 1911. Tabanus inobservatus ingår i släktet Tabanus och familjen bromsar. Inga underarter finns listade i Catalogue of Life.